# Agustin Kola
Agustin Kola (10 maggio 1959) è un allenatore di calcio ed ex calciatore albanese, di ruolo attaccante.

## Palmarès

### Giocatore

#### Club
- Campionato albanese: 7

Tirana: 1981-1982, 1984-1985, 1987-1988, 1988-1989, 1994-1995, 1995-1996, 1996-1997
- Coppa d'Albania: 5

Tirana: 1982-1983, 1983-1984, 1985-1986, 1993-1994, 1995-1996
- Supercoppa d'Albania: 1

Tirana: 1994

#### Individuale
- Capocannoniere del campionato albanese: 2

1987-1988 (18 reti), 1988-1989 (19 reti)

### Allenatore
- Campionato albanese: 1

Tirana: 2008-2009